# Unsichtbare Jahre
Unsichtbare Jahre ist ein deutscher Fernsehfilm von Regisseur Johannes Fabrick. Das Drehbuch schrieb Hannah Hollinger. Die Hauptrollen spielen Julia Koschitz als Bea Kanter, Anna Julia Kapfelsperger als ihre Schwester Conny und Friedrich von Thun als beider Vater. 
Die Erstausstrahlung des Films erfolgte am 25. November 2015 im Ersten.

## Handlung
Das Psychodrama erzählt die Geschichte der westdeutschen Stasi-Agentin Bea Kanter. Sie wird als junge Studentin Mitte der 1970er-Jahre vom Ministerium für Staatssicherheit als „Perspektiv-Agentin“ angeworben. Der Film zeigt über die nächsten 16 Jahre, wie sie zunächst ihren Studienort von Frankfurt am Main in das politisch unverdächtigere Köln verlegt. Nach ihrem Abschluss erhält sie eine Stelle beim Auswärtigen Amt und liefert regelmäßig Informationen an die DDR. Erst durch die Wiedervereinigung fliegt ihre Tarnung auf.  
Die Haupthandlung liegt jedoch in den persönlichen Beziehungen der Protagonistin, ihrer Unfähigkeit eine zufriedenstellende Beziehung zu Männern aufzubauen, und in Konflikten mit ihrer konservativ geprägten Familie.

## Produktion
Die Redaktion des Films lag bei Barbara Buhl für den WDR und bei Christine Strobl für die ARD Degeto.

## Kritik
Rainer Tittelbach schrieb in Tittelbach.tv, Julia Koschitz überzeuge „in einer ihrer bislang vielschichtigsten Rollen“. Weiter wird ausgeführt: „Obwohl sie keine klassische Sympathie-Figur verkörpert, nimmt sie den Zuschauer 90 Minuten mit auf eine tragische Reise in die 70er und 80er Jahre, mit vielen Zwischentönen und ohne falsche Nostalgie.“
Unsichtbare Jahre sei trotz des politischen Themas „ein unpolitischer, manchmal fast kammerspielartiger Film, dem es gelingt, weitgehend auf Klischees zu verzichten und ein Stück deutsch-deutscher Alltäglichkeit zu erzählen“, meinte Renate Meinhof in der Online-Ausgabe der Süddeutschen Zeitung.
Um Politik gehe es nur am Rande, stellte Heike Hupertz in der faz.net fest. Im Mittelpunkt stehe der Vater-Tochter-Konflikt, „das ‚Psychodrama‘ des sich verlassen geglaubten Kindes. Das ist dann doch, trotz ansehnlicher Bilderbogenoptik aus 16 Jahren Bundesrepublik und DDR (1974 bis 1990), zu wenig des Guten“.